# Cañonamaña (Marawaca)
Pour les articles homonymes, voir Cañonamaña.
Cañonamaña est une localité de la paroisse civile de Marawaka dans la municipalité d'Alto Orinoco dans l'État d'Amazonas au Venezuela, sur le río Continamo.